# X Display Manager

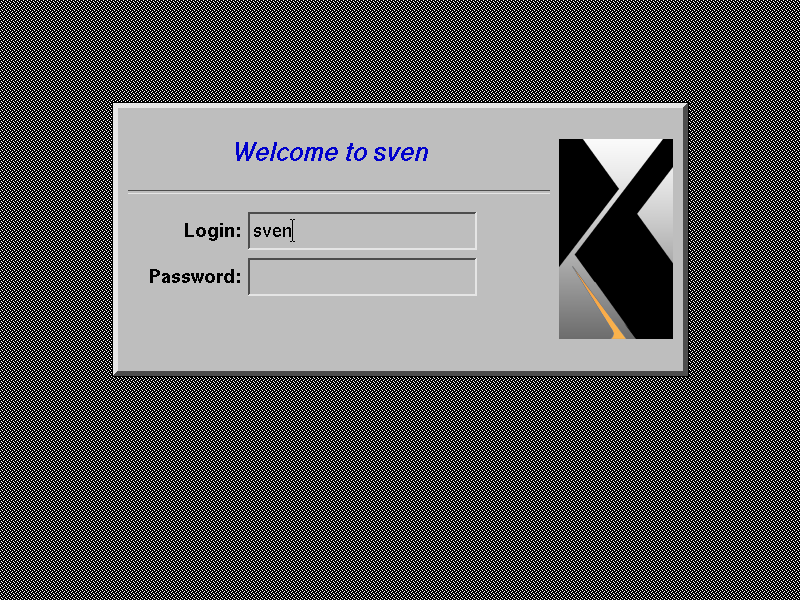
Screenshot eines typischen xdm-Dialoges

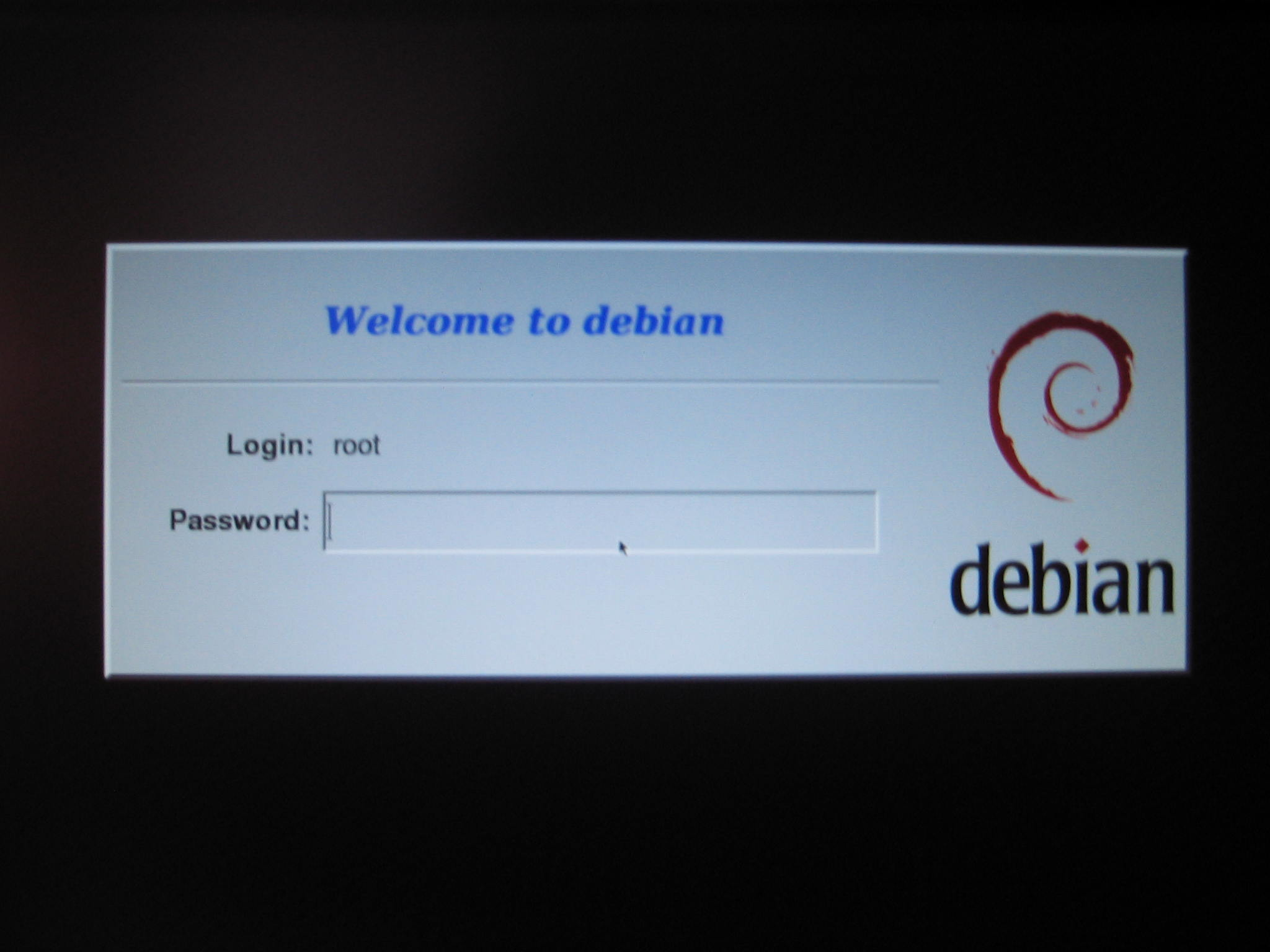
Der Xdm in Debian

Der X Display Manager (Xdm) ist ein Displaymanager-Programm für das X Window System. Diese Programme starten grafische Benutzeroberflächen auf Unix-Systemen.
Der Displaymanager zeigt einen grafischen Anmeldebildschirm zur Eingabe von Benutzername und Passwort an. Außerdem können hier Vorgaben für die neu zu startende Session eingestellt werden, zum Beispiel die zu verwendende Desktop-Umgebung oder den Fenstermanager.
Nach erfolgreicher Anmeldung wird für diesen Benutzer eine X-Session gestartet (indem er die bereits für den Begrüßungsbildschirm (Greeter) bestehende Session übernimmt).
Beim Zugriff über das Netz dient der Displaymanager außerdem zur Auswahl der Workstation, auf dem die Session gestartet werden soll. Zur Kommunikation wird das XDMCP-Protokoll (X Display Manager Control Protocol) eingesetzt, welches den UDP-Port 177 nutzt. Allerdings lässt sich XDMCP auch deaktivieren, da es nur benötigt wird, wenn sich ein entfernter Benutzer verbinden möchte.